# Super Robot Wars R
Super Robot Wars R (スーパーロボット大戦R?, Sūpā Robotto Taisen Aaru) anche conosciuto come Super Robot Wars Reversal è un videogioco per Game Boy Advance, parte del franchise Super Robot Wars. È il secondo titolo pubblicato per console portatile, dopo il precedente Super Robot Wars A. Come il suo predecessore, è stato convertito per telefono cellulare come parte della linea di videogiochi Super Robot Wars i.

## Trama
A seconda della scelta effettuata dal giocatore, il videogioco ruota o intorno a Raul Gureden o intorno a Fiona Gureden, piloti del mecha prototipi Excellence, insieme ai colleghi Raji Montoya e Mizuho Saiki. Equipaggiato con il Time Flow Engine nel prototipo Excellence, i tre piloti si alleano o con Nadesico B o con Nahel Argama, nella speranza di promuovere il proprio prototipo e raccogliere fondi per futuri sviluppi della macchina. Tuttavia, un misterioso essere chiamato Duminuss vuole rubare il Time Flow Engine per utilizzarlo per i propri scopi. Le cose iniziano ad andare male quando il personaggio controllato dal giocatore (o Raul o Fiona) viene accidentalmente spedito nel passato, e dovrà prendere una decisione per correggere lo scorrimento della storia e prevenire la catastrofe causata da Duminuss nel futuro.

## Serie presenti nel gioco
- Serie originali create dalla Banpresto
- Super Electromagnetic Robot Combattler V
- Invincible Steel Man Daitarn 3
- Gear Fighter Dendoh (debutto)
- Shin Getter Robot contro Neo Getter Robot (debutto)
- Mobile Suit Zeta Gundam
- Mobile Suit Gundam ZZ
- Mobile Suit Gundam: Il contrattacco di Char
- Mobile Fighter G Gundam
- New Mobile Report Gundam Wing: Endless Waltz
- After War Gundam X
- Mazinga Z
- Great Mazinga
- Mobile Battleship Nadesico
- Mobile Battleship Nadesico the Movie - Il principe delle tenebre (debutto)
- Super Electromagnetic Machine Voltes V
- Invincible Super Man Zambot 3